# 何塞·埃切加赖

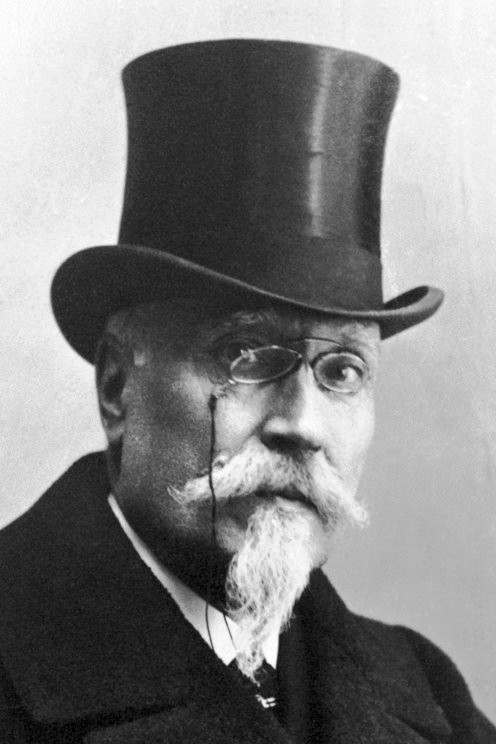
何塞·埃切加賴（1904年）

何塞·埃切加赖（José Echegaray，1832年4月19日—1916年9月4日），出生于马德里。西班牙土木工程师、数学家、政治家，他是19世纪末期西班牙最杰出的剧作家。
他与法国诗人弗雷德里克·米斯特拉尔一起获得了1904年诺贝尔文学奖，成为第一个获得诺贝尔奖的西班牙人。他的代表作为《伟大的牵线人》（El gran Galeoto）。
在马德里有一条道路以埃切加赖的名字命名，该道路以佛朗明哥的酒店而著称。
葉卻加萊後半生共創作了上百部各種類型的戲劇。代表作有《瘋子與聖人》、《大帆船》、《瘋狂的上帝》、《唐璜之子》、《瑪麗亞納》。他的戲劇多是揭示人、人性、理智與社會、社會偏見的衝突，展示人的精神悲劇；多是反對專制統治，爭取自由平等的吶喊。在《大帆船》中，他極力抨擊社會的醜惡現象，針砭造成社會衝突的毀謗、醜聞和偏見。從藝術上看，埃切加賴師承的作家既多且雜，使得他的戲劇既有情節劇、夢幻劇，也有浪漫主義的理想劇、自然主義的歷史傳奇劇，更有切中時弊的社會問題劇。埃切加賴的戲劇是里程碑之作，上承十九世紀西班牙戲劇，下啟二十世紀戲劇。

## 主要作品
- 代表作有《瘋子與聖人》、《大帆船》、《瘋狂的上帝》、《唐璜之子》、《瑪麗亞納》等。

## 作品的中譯
- 諾貝爾文學獎全集編譯委員會/編譯，《伊克格拉(1904)/顯克維支(1905)》，台北市：九華文化，1980年。